# Peter Kleeschätzky
Peter Kleeschätzky (* 1. Juni 1970) ist ein ehemaliger deutscher Fußballspieler.

## Spielerkarriere
Kleeschätzky kam von seinen Jugendvereinen JSG Okertal und Sportfreunde Salzgitter über den MTV Gifhorn 1991 zum drittklassigen VfL Wolfsburg in die Oberliga Nord und stieg mit den „Wölfen“ in seiner ersten Saison in die 2. Bundesliga auf. Sein Profidebüt gab er folgerichtig am 1. Spieltag der Saison 1992/93. 1997 schaffte er mit seinem Verein den Aufstieg in die Bundesliga. Seine letzte Saison im Kader der Profimannschaft war 1999/2000, auch wenn er in jener Saison kein Profispiel mehr bestritt. Von 1999 bis 2003 spielte Kleeschätzky in der zweiten Mannschaft des VfL Wolfsburg.

## Nach der Karriere
Gegenwärtig ist Kleeschätzky in der Traditionsmannschaft des VfL Wolfsburg aktiv. 2003/04 war er zudem Co-Trainer der zweiten Mannschaft des VfL.

## Familie
Seine Kinder spielen ebenfalls aktiv Fußball. Sohn Fynn Kleeschätzky (* 2001), spielte für den VfL Wolfsburg, 1. FC Kaiserslautern und aktuell in der Fußball-Regionalliga für den VfB Lübeck und Tochter Mara (* 1999), für die SG RSV/Sickte/Hötzum.

## Statistik
| Liga          | Spiele (Tore) |
| ------------- | ------------- |
| 1. Bundesliga | 26 (0)        |
| 2. Bundesliga | 86 (2)        |